# Kalvsund
Kalvsund è un'area urbana della Svezia situata nel comune di Öckerö, contea di Västra Götaland.
La popolazione rilevata nel censimento 2010 era di 221 abitanti .